# José Utrera Molina
José Utrera Molina (Málaga, 12 de abril de 1926-Nerja, 22 de abril de 2017) fue un abogado y político español, que tuvo un papel destacado durante la dictadura de Franco. Procedente del movimiento juvenil falangista, fue gobernador civil de Ciudad Real, Burgos y Sevilla, y posteriormente desempeñaría los cargos de subsecretario del Ministerio de Trabajo, de ministro de Vivienda y de ministro-secretario general del Movimiento. Fue uno de los políticos del sector inmovilista de la dictadura conocido como «el Búnker».
Considerado un falangista tanto joseantoniano como franquista, en los últimos estertores del régimen, desde su puesto de ministro secretario del Movimiento, trató de llevar a cabo una reforma del partido único para insuflarle un mayor dinamismo y reactivar sus bases sociales, proyecto que tropezó con la decidida oposición de otros sectores de la dictadura. Tras su salida del gobierno siguió manteniendo cierta presencia en los círculos de la extrema derecha.

## Biografía

### Formación y primeros años
Nacido en Málaga el 12 de abril de 1926, se licenció en Derecho y Graduado Social por la Universidad de Granada. Ingresó en el Frente de Juventudes en 1942. Durante sus primeros años de carrera política mantuvo la subjefatura provincial de FET y de las JONS en Málaga; posteriormente ejerció el cargo de gobernador civil en las provincias de Ciudad Real (1956-1962), Burgos (1962) y Sevilla (1962-1969).
En 1969 fue nombrado subsecretario del Ministerio de Trabajo, cargo que desempeñó hasta junio de 1973, y también delegado del Gobierno español ante la Organización Internacional del Trabajo (OIT), con sede en Ginebra.

### Tardofranquismo
En el primer y único gabinete ministerial del almirante Carrero Blanco (junio-diciembre de 1973) ocupó la cartera de Vivienda. Con la incorporación al gobierno de falangistas como Utrera Molina o Ruiz-Jarabo, Carrero buscaba formar un frente político fuerte. Sin embargo, tras el asesinato de Carrero, es nombrado en enero de 1974 ministro secretario general del Movimiento en el primer gobierno de Carlos Arias Navarro, cargo que desempeñaría hasta su cese en marzo de 1975.
Miembro reconocido del llamado «Búnker» y netamente fiel a la dictadura franquista, Utrera Molina lideró a los ultras en el seno del gobierno. Desde su cargo buscó reanimar la organización juvenil del «Movimiento», que en los últimos años había perdido a muchos de sus miembros y los restantes se encontraban con un alto grado de desmoralización. Utrera Molina había sido un falangista toda su vida, por lo que en este contexto de crisis se mostró más partidario de revivir el antiguo espíritu falangista. El proyecto de Utrera incluía estimular la actividad de los consejos locales y provinciales del «Movimiento», dar un mayor dinamismo al Instituto de Estudios Políticos y reactivar la desmoralizada Organización Juvenil. Estas medidas, sin embargo, contaron con la oposición de Arias Navarro. Convertido en la cabeza visible del sector «ultra» dentro del gobierno, no pasó mucho tiempo hasta que entró en conflicto con Arias. Si bien el presidente del gobierno intentó deshacerse de él en octubre de 1974, la oposición de Franco lo evitó temporalmente. No sería hasta comienzos de 1975 cuando Arias Navarro hizo una serie de cambios en el Consejo de Ministros y Utrera Molina fue sustituido por Fernando Herrero Tejedor, solo unos meses antes del fallecimiento de Franco. Considerado un «peón» del jerarca falangista José Antonio Girón de Velasco, Utrera Molina le responsabilizó de haber querido usarle para atacar a Arias Navarro en un artículo periodístico.
Tras la muerte de Franco, fue uno de los 59 procuradores en las Cortes Franquistas que el 18 de noviembre de 1976 votaron en contra de la Ley para la Reforma Política que derogaba los Principios Fundamentales del Movimiento. Representante de los cuadros de extrema derecha que se integraron dentro de la Alianza Popular encabezada por Manuel Fraga, concurrió por dicha formación a las elecciones generales de 1977 como candidato al Senado por la circunscripción de Málaga; recibió 51 907 votos, aunque no obtuvo acta de senador.

### Últimos años
Retirado de la vida pública, en 2010 escribió un artículo de opinión en el diario ABC en el que criticó la Ley de Memoria Histórica y la retirada del monumento al teniente general José Millán-Astray, calificándolas como «vandálica invasión del Gobierno socialista». Miembro destacado del patronato de la Fundación Francisco Franco, en una ceremonia celebrada el 18 de julio de 2012 bajo el lema Derecho al Alzamiento fue nombrado Caballero de Honor de la misma.
En octubre de 2014, la juez argentina María Servini, instructora de la causa penal contra el franquismo, dictó una orden de extradición contra José Utrera Molina junto a la de otros dieciocho cargos franquistas, imputando a Utrera Molina el haber convalidado con su firma la sentencia de muerte de Salvador Puig Antich. La Audiencia Nacional no atendió la orden.
En abril de 2016, el Pleno del Ayuntamiento de Sevilla decidió retirar su nombre del callejero (Avenida Utrera Molina) en cumplimiento de la Ley de Memoria Histórica
Falleció el 22 de abril de 2017 en Nerja. Su féretro fue despedido entre entonaciones al Cara al sol por un grupo de hombres con el brazo en alto a la salida de la iglesia de San Miguel de Nerja.

## Familia
Contrajo matrimonio con Margarita Gómez Blanco, con la que tuvo ocho hijos.
Era suegro del político Alberto Ruiz-Gallardón.

## Obras
Fue autor del libro autobiográfico Sin cambiar de bandera (Editorial Planeta, 1989), donde sostiene la tesis personal de que el derrumbamiento del régimen franquista se debió exclusivamente al papel de Carlos Arias, sin influencia de factores externos. Cuenca Toribio apunta que la prosa del texto, que hace gala de barroquismo, resulta recargada y dada a excesos retóricos.

## Condecoraciones
- Gran cruz de la Orden de Carlos III
- Gran cruz de la Orden del Mérito Civil
- Gran cruz del Mérito Militar
- Gran cruz del Mérito Naval
- Gran cruz del Mérito Aeronáutico
- Gran cruz de la Orden de Cisneros
- Gran cruz de la Orden Imperial del Yugo y las Flechas[31]
- Gran cruz de la Orden de Alfonso X el Sabio
- Gran Cruz del Mérito Agrícola
- Gran Cruz de la Orden de Rubén Darío, República de Nicaragua
- Medalla de Oro de la Juventud
- Caballero Legionario de honor y Cabo honorario de la Legión
- Caballero de Honor de la Fundación Francisco Franco
- Víctor de plata del SEU
- Aspa Verde al Mérito Político
- Aceituna de Oro de Arahal